# MGST1
MGST1 (англ. Microsomal glutathione S-transferase 1) – білок, який кодується однойменним геном, розташованим у людей на короткому плечі 12-ї хромосоми. Довжина поліпептидного ланцюга білка становить 155 амінокислот, а молекулярна маса — 17 599.
| 10         |  | 20         |  | 30         |  | 40         |  | 50         |
| ---------- |  | ---------- |  | ---------- |  | ---------- |  | ---------- |
| MVDLTQVMDD |  | EVFMAFASYA |  | TIILSKMMLM |  | STATAFYRLT |  | RKVFANPEDC |
| VAFGKGENAK |  | KYLRTDDRVE |  | RVRRAHLNDL |  | ENIIPFLGIG |  | LLYSLSGPDP |
| STAILHFRLF |  | VGARIYHTIA |  | YLTPLPQPNR |  | ALSFFVGYGV |  | TLSMAYRLLK |
| SKLYL      |  |            |  |            |  |            |  |            |

A: Аланін

C: Цистеїн

D: Аспарагінова кислота

E: Глутамінова кислота

F: Фенілаланін

G: Гліцин

H: Гістидин

I: Ізолейцин

K: Лізин

L: Лейцин

M: Метіонін

N: Аспарагін

P: Пролін

Q: Глутамін

R: Аргінін

S: Серин

T: Треонін

V: Валін

Кодований геном білок за функцією належить до трансфераз. 
Задіяний у таких біологічних процесах, як ацетилювання, альтернативний сплайсинг. 
Локалізований у мембрані, мітохондрії, ендоплазматичному ретикулумі, зовнішній мембрані мітохондрій, мікросомах.